# William Hirons
	William Hirons (Baldock, 15 juni 1871 - Nottingham, 5 januari 1958) was een Brits sporter. 
Hirons was het oudste lid van het team van de Londense politie die tijdens de Olympische Zomerspelen 1908 in eigen land de gouden medaille won bij het touwtrekken.
1900: Aabye, Schmidt, Winckler, Nilsson, Söderström, Staaf ·
1904: Olson, Johnson, Seiling, Magnusson, Flanagan ·
1908: Barrett, Goodfellow, Humphreys, Hirons, Ireton, Merriman, Mills, Shepherd ·
1912: Andersson, Bergman, Edman, Fredriksson, Gustafsson, Jonsson, Larsson, Lindström ·
1920: Canning, Holmes, Humphreys, Mills, Sewell, Shepherd, Stiff, Thorn